# Markus Böggemann (Biologe)
Markus Böggemann (* 1968) ist ein deutscher Biologe.

## Leben
Nach dem Studium der Biologie an der Westfälischen Wilhelms-Universität Münster (1989–1994) war er wissenschaftliche Hilfskraft am Forschungsinstitut Senckenberg, Sektion Marine Evertebraten II, Frankfurt am Main (1995–1996). Nach der Promotion zum Dr. rer. nat. an der Universität Osnabrück, Fach Spezielle Zoologie (1999), war er seit 2009 wissenschaftlicher Mitarbeiter an der Universität Vechta, Fach Biologie. Nach der Venia Legendi für das Fach „Zoologie“ an der Universität Osnabrück (2011) ist er seit 2014 außerplanmäßiger Professor an der Universität Vechta.
Seine Forschungsschwerpunkte sind Morphologie, Taxonomie, Systematik, Phylogenie, Ökologie und Biodiversität von verschiedenen faunistischen Organismen. Als Polychaetologe mit besonderem Augenmerk auf die marinen Borstenwürmer.